# Nathalie Gosselin
Nathalie Gosselin (Lévis, 31 de marzo de 1966) es una deportista canadiense que compitió en judo. Ganó dos medallas de bronce en los Juegos Panamericanos en los años 1987 y 1995, y tres medallas de plata en el Campeonato Panamericano de Judo entre los años 1988 y 1994.

## Palmarés internacional
| Juegos Panamericanos    | Juegos Panamericanos          | Juegos Panamericanos | Juegos Panamericanos |
| Año                     | Lugar                         | Medalla              | Categoría            |
| ----------------------- | ----------------------------- | -------------------- | -------------------- |
| 1987                    | Indianápolis (Estados Unidos) | Medalla de bronce    | –56 kg               |
| 1995                    | Mar del Plata (Argentina)     | Medalla de bronce    | –52 kg               |
| Campeonato Panamericano |                               |                      |                      |
| Año                     | Lugar                         | Medalla              | Categoría            |
| 1988                    | Buenos Aires (Argentina)      | Medalla de plata     | –56 kg               |
| 1992                    | Hamilton (Canadá)             | Medalla de plata     | –52 kg               |
| 1994                    | Santiago de Chile (Chile)     | Medalla de plata     | –52 kg               |